# Reichskommissariat Kaukasus
El reichskommissariat Kaukasus o Kaukasien (en ruso: Рейхскомиссариат Кавказ) fue el régimen de ocupación civil planificado por la Alemania nazi para los territorios conquistados del Cáucaso durante la Segunda Guerra Mundial. A diferencia de los otros cuatro reichskommissariats planeados, dentro de los límites establecidos para el Reichskommissariat Kaukasus se realizarían diversas formas de autonomía para los "grupos autóctonos".

## Planes alemanes
El Reichskommissariat Kaukasus teóricamente incluía toda Transcaucasia y Ciscaucasia (el Cáucaso del Norte), así como partes del sur de Rusia hasta el río Volga. Las principales ciudades que se incluirían fueron, entre otras, Rostov, Krasnodar y Maykop en el oeste, Stávropol, Astracán, Elista, Majachkalá en el este y Grozni, Nalchik, Vladikavkaz, Ereván y Bakú en el sur. La administración civil del territorio estaría en Tiflis, Georgia.
Alfred Rosenberg argumentó que el comisario del Reich para el Cáucaso debería llamarse en cambio "residente del Reich" (Ministro Residente), porque consideraba que el nombre anterior era "demasiado drástico" e innecesario; y que cada componente del comisariado, como Georgia y Armenia, debería denominarse "territorio" y se le debería otorgar el estatus de "entidades estatales" bajo protección alemana. Después de la invasión de la Unión Soviética, también se hicieron planes para la creación de estados títere proalemanes en el Cáucaso, y se crearon los "Comités de Liberación" de Azerbaiyán, Georgia y Armenia. Considerados como gobiernos embrionarios de estos futuros estados satélite por el gobierno nazi, se les otorgó el estatus de "aliados de pleno derecho" de Alemania el 15 de abril de 1942. Estos tres proto-gobiernos, y los del Cáucaso del Norte, fueron obligados por Adolf Hitler a resolver sus diferencias territoriales durante el avance alemán en el Cáucaso. Además, en el caso de que Turquía se involucrara en la guerra contra Alemania, Alfred Rosenberg prometió a estos gobiernos una extensión territorial a costa de Turquía.
Rosenberg declaró que el principal objetivo alemán en la región era lograr acceso ilimitado a los suministros de petróleo de Maikop y Groznyi. Si bien Hitler estuvo de acuerdo con esta evaluación, rechazó las propuestas para el establecimiento de una confederación en el Cáucaso libremente controlada. En cambio, creía que la región, con su historia de estados y pueblos en conflicto mutuo, tendría que estar sujeta a un tipo de control muy rígido. Aunque determinó que el Cáucaso debía ser separado de Rusia en cualquier escenario, ni decidió ni tenía ninguna idea establecida de si el Cáucaso tendría que ser anexado a Alemania o no, ni qué forma debería adoptar finalmente la administración alemana. Las propuestas relativas a la autonomía para las nacionalidades del Cáucaso fueron mejor recibidas por ejército que por Rosenberg, a lo que Hitler solo exigió que se eliminasen las promesas específicas de independencia nacional de cualquier proclamación oficial del ejército para no hacer promesas vinculantes. A petición del ejército, Hitler autorizó a las fuerzas alemanas a dar a los grupos étnicos individuales una medida de autoadministración del Cáucaso aún por debajo de la independencia nacional en una orden del Führer con fecha del 8 de septiembre de 1942, como también había propuesto Rosenberg. Se instruyó a las tropas para que trataran a los nativos como amigos, y el trabajo forzoso solo se reclutaría entre rusos y ucranianos.
Finalmente, Rosenberg sugirió que el puesto del Comisario/Residente debería ir unido al partido, y a su amigo y al compañero alemán del Báltico Stabsleiter Arno Schickedanz, mientras que él recomendó a Hermann Göring, Plenipotenciario del Plan Cuatrienal, como jefe de una "comisión del petróleo" para trabajar junto con el Comisario. El Dr. Hermann Neubacher, exalcalde de Viena y luego enviado especial al Estado Helénico, debía actuar junto a Schickedanz en los asuntos económicos de la región. Schickedanz pasó un tiempo considerable examinando bocetos de su futuro palacio en Tbilisi y discutiendo la cantidad de puertas que necesitaría.
Los planificadores teorizaron acerca de un posible avance hacia Kazajistán para asegurar las fronteras del este. Los planes alemanes para capturar el Kazajistán oriental ciertamente existieron en forma de redes ferroviarias y territorios orientales en los países de Asia Central que se ubicaban a lo largo del camino hacia Oriente Medio Para ayudar al Afrika Korps en la Campaña Africana, con el propósito adicional de apoderarse de Persia.
Vinculados a estos planes, los planificadores del ejército alemán concibieron algunas operaciones para proyectar la Operación Barbarroja a una escala mayor, extendiéndose al área del Cáucaso. Otras extensiones de la operación, incluían Turquía, Irak y Persia. Durante la invasión del General Von Kleist (Operación Azul) del Cáucaso, había unidades alemanas (incluidos ciertos grupos de voluntarios árabes, caucásicos y de las SS de Asia Central) cuyo objetivo era ocupar la región del Cáucaso y Asia Central, ampliando las fuerzas del General Erwin Rommel en Alejandría a través de Oriente Medio. En relación con una invasión alemana a Persia, se firmó un pacto militar tripartito el 18 de enero de 1942, donde los tres Poderes del Eje acordaron trazar una línea de demarcación operativa a 70° de longitud este (oeste de Bombay), que también fue la frontera de sus respectivas esferas de influencia, al este de la cual probablemente habría sido el extremo más occidental de la propia Esfera de Coprosperidad de la Gran Asia Oriental de Japón.
Hubo una lucha de poder entre Muhammad Amin al-Husayni, el mufti de Jerusalén, y Rashid Ali al-Gaylani, ex primer ministro de Irak, por el control y los objetivos políticos de las unidades árabes (también conocidas como "Legion Freier Araber" o "Korps árabes"). Fueron enviadas a la región del Cáucaso en septiembre de 1942 para la invasión planificada de las tierras árabes y entraron en combate contra el Ejército Rojo.
Esta planificación no avanzó mucho más allá de las discusiones preliminares y la planificación sobre el papel, debido al avance de las fuerzas del Ejército Rojo durante la guerra. El historiador Norman Rich afirma que la corta duración de la ocupación alemana en el Cáucaso significa que las políticas que implementaron los alemanes dan pocas indicaciones sobre el futuro a largo plazo de la región si se hubiera sometido al control firme del Eje.

### Planificación turca
El pensamiento estratégico de Hitler delegó a Turquía el papel de un aliado que protegiera el flanco sur de Alemania contra los remanentes de una URSS derrotada. El 17 de marzo de 1941, Hitler declaró en una discusión con Franz Halder y Adolf Heusinger que Turquía recibiría un territorio en el Cáucaso (quizás el Cáucaso en su conjunto) como recompensa por ayudar al Eje, aunque los territorios debían ser "explotados" por Alemania. En agosto de 1941, Hitler propuso al embajador de Turquía en Berlín, Hüsrev Gerede, que Turquía se anexara a las áreas turcas de la Unión Soviética. A mediados de 1942, Franz von Papen, el embajador alemán en Ankara, fue desafiado aún más por el primer ministro Şükrü Saracoğlu y el ministro de Asuntos Exteriores Numan Menemencioğlu sobre el futuro de las minorías turcas de la URSS. Los planes turcos incluían el establecimiento de una serie de estados intermedios a lo largo de la futura frontera turco-alemana y una esfera de influencia que se extendiera sobre estos estados. Hitler, sin embargo, no estaba listo para hacer concesiones territoriales al país antes de comprometerse plenamente con el bando del Eje.

## Divisiones territoriales planificadas
El reichskommissariat Kaukasien fue planeado para ser dividido administrativamente entre los siguientes siete Generalkommissariate. Éstos se subdividirían en una serie de Sonderkommissariaten ("Distritos Especiales") y Kreiskommissariate, y estos a su vez en raiones. El centro administrativo debía estar en Tiflis.

### GeneralkommissariatGeorgien
Capital: Tiflis
20 Kreiskommissariate (75 Raions)
Sonderkommissariat Adscharien
Sonderkommissariat Abchasien
Sonderkommissariat Südossetien

### GeneralkommissariatAserbaidschan
Capital: Bakú
30 Kreiskommissariate (87 Raions)
Sonderkommissariat Nachitschewan

### GeneralkommissariatKuban
Capital: Krasnodar
30 Kreiskommissariate (83 Raions) incluida parte de la región de Rostov.

### GeneralkommissariatTerek
Capital: Woroschilowgrad (Stávropol)
20 Kreiskommissariate (60 Raions)

### Generalkommissariat für die Gebiete der Bergvölker (Berg-Kaukasien)
Capital: Ordschonikidse (Wladikawkas)
30 Kreiskommissariate (93 Raions) incluida la región de Kizlyar.
Sonderkommissariat Nord-Ossetien - Capital: Ordschonikidse - 3 Kreiskommissariate (10 Raions)
Sonderkommissariat Dagestan - Capital: Machatschkala - 10 Kreiskommissariate (32 Raions)
Sonderkommissariat Tschetscheno-Inguschetien - Capital: Grozni
Sonderkommissariat Kabardino-Balkarien - 5 Kreiskommissariate (15 Raions)
Sonderkommissariat Karatschai - 2 Kreiskommissariate (6 Raions)
Sonderkommissariat Tscherkessien - 1 Kreiskommissariat (4 Raions)
Sonderkommissariat Adyge - Capital: Maikop

### GeneralkommissariatArmenien
Capital: Ereván
12 Kreiskommissariate (42 Raions)

### GeneralkommissariatKalmückien
Capital: Astracán
Incluida la RASS de Kalmukia, la región de Astracán y la región sureste de Rostov.